# Deutscher Werkbund
La Deutsche Werkbund (DWB) –Agrupación Alemana de Artesanos– era una asociación mixta de arquitectos, artistas e industriales, fundada en 1907 en Múnich por Hermann Muthesius. Fue una organización importante en la historia de la Arquitectura moderna, del diseño moderno y precursora de la Bauhaus.

## Objetivos
El objetivo principal consistía en integrar los oficios tradicionales con los procesos industriales de la producción en masa. En un contexto de rápida industrialización y fuerte competencia internacional con otras potencias tales como el Reino Unido o los Estados Unidos, esta iniciativa —apoyada por el Estado— buscaba posicionar a Alemania como una potencia cultural e industrial mediante la producción de bienes funcionales, bien diseñados y accesibles. Su lema era «Vom Sofakissen zum Städtebau» (desde los cojines de los sofás a la construcción de ciudades) indica su amplio abanico de intereses. 
Buscaba una nueva expresión artística en la era de la máquina, con un componente importante de teoría, como todos los movimientos de principios del siglo XX. Entre estos, tres claves hacen destacar estéticamente a este movimiento: por un lado separar la estética de la calidad material, frente a las ideas anteriores que las vinculaban; por otro lado, imponer la normalización del formato DIN; y finalmente, la adopción de la forma abstracta como base estética del diseño industrial, sustituyendo al ornamento.

## Historia
Lo que antes se veía como una restricción es ahora una virtud, especialmente a partir de 1914, cuando la necesidad militar hace que cada vez más la producción industrial siga estos estándares. La Bauhaus tomaría esta base, permitiendo el nacimiento de la fabricación modular. Se pensó en la posibilidad de fabricar edificios en serie.
La primera etapa de la DWB se desarrolló entre 1907 y 1934, con un paréntesis tras la Primera Guerra Mundial. Su actividad se reanudó en 1950, tras la Segunda Guerra Mundial, influyendo posteriormente en la Hochschule für Gestaltung de Ulm y en las escuelas suizas de diseño. Su herencia conceptual —la idea de forma como instrumento ético, técnico y social— sigue siendo un referente en la enseñanza del diseño contemporáneo.
Entre los miembros fundadores se encontraban Peter Behrens, Theodor Fischer, Josef Maria Olbrich, Bruno Paul y Richard Riemerschmid. Otros arquitectos afiliados al proyecto incluyen a Heinrich Tessenow, Else Oppler-Legband, Anna Muthesius, Lilly Reich y al belga Henry van de Velde. La Werkbund comisionó a Van de Velde en la construcción de un teatro para la exhibición de 1914 en Colonia, que fue un momento álgido de su historia antes de la Primera Guerra Mundial. Este teatro fue su mejor trabajo, pero solamente estuvo en pie un año debido a que fue destruido en la guerra. Van de Velde tuvo que dejar Alemania, ya que era ciudadano de un país enemigo.
Hay que destacar que, durante la exhibición de 1914 en Colonia, se evidenció la clara disidencia entre el sector más individualista (encabezado por Van de Velde) y el sector más funcionalista (encabezado por Muthesius).
Walter Gropius decidió reconducir las artes a la arquitectura fundando la Bauhaus en Weimar en 1919.
Hermann Muthesius se inspiró en el movimiento inglés Artes y Oficios (Arts & Crafts) liderado por William Morris, pero se distanciaba de este al admitir la utilización de la máquina y del proceso industrial. Esta asociación se dividía en dos partes: una encargada de la producción del diseño (producción mecánica en masa) y en la preservación de la expresión artística industrial. 
La Werkbund manifestaba un interés tan amplio por la industria que se confió a Peter Behrens la tarea de proyectar publicaciones, logotipos, lámparas, escaleras eléctricas, fábricas, conjuntos de habitaciones para obreros, tiendas y publicidad para la AEG. La Werkbund trabajaba ya en el dominio del diseño industrial. Se veían en las páginas de los anuarios de la Werkbund reproducciones de fábricas, de muebles, de lámparas, de locomotoras del Maffeiwerke de Múnich, ferrocarriles eléctricos, buques, reproducciones del avión de Rumper, puentes de hormigón armado, puentes colgantes de acero, etc. 
La Deutsche Werkbund se extendió pronto a Austria, con la formación de la Österreichischer Werkbund, y a Suiza, donde se fundó el llamado Swiss Werkbund, movimiento que publicó la Revue Mensuelle de l’Ouvre, con sede en Lausana.

### Fechas importantes
- 1907: Establecimiento de la Werkbund en Múnich
- 1910: Salon d'Automne, en París
- 1914: Exposición de la Werkbund en Colonia
- 1920: Lilly Reich primera mujer en la dirección
- 1924: Exhibición de Berlín
- 1927: Exposición en Stuttgart que incluía al Weissenhof)
- 1929: Exhibición en Breslau
- 1938: Werkbund cerrada por los nazis
- 1949: Restablecimiento

## Werkbundsiedlung

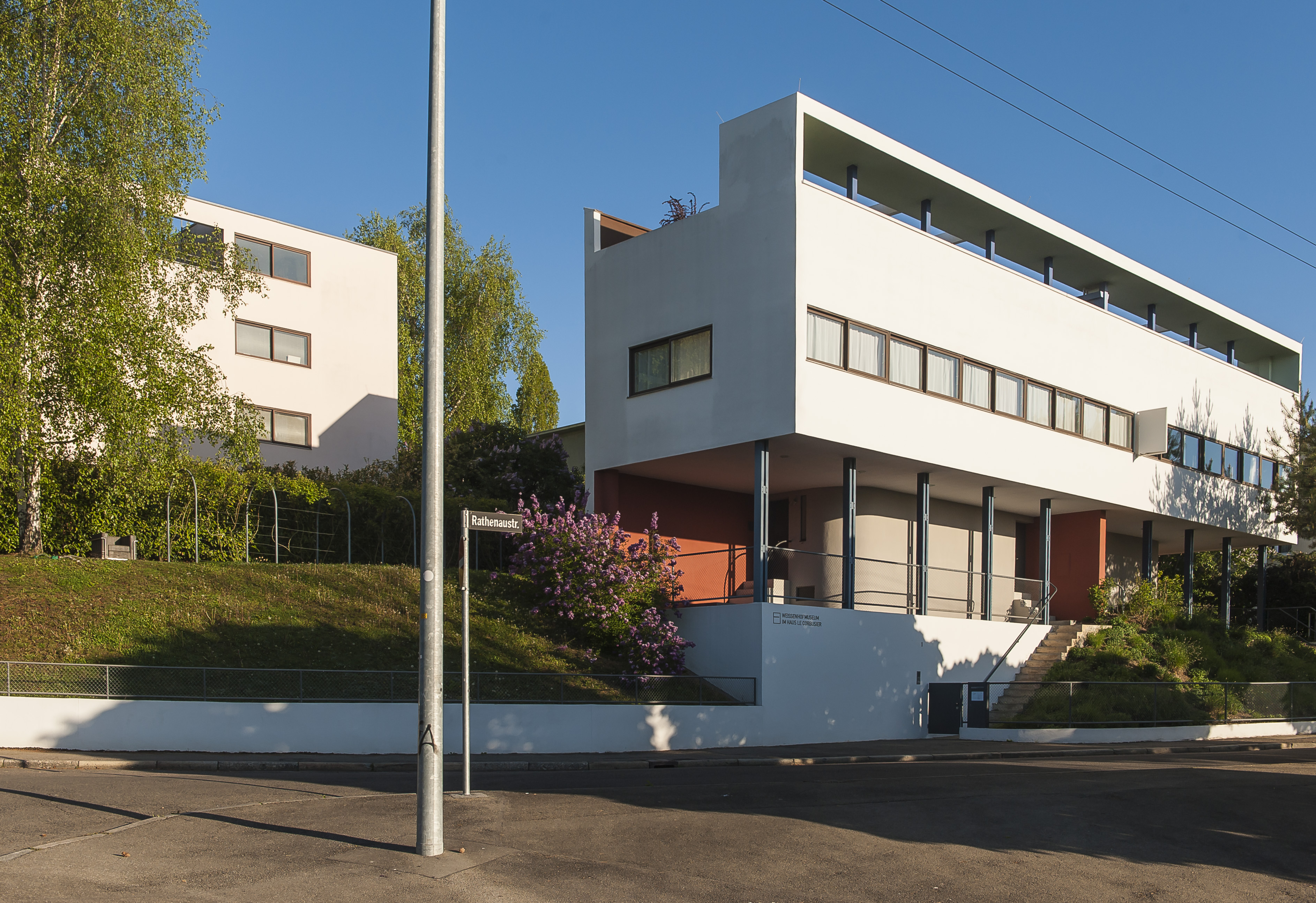
Casa Citrohan de Le Corbusier, Weißenhofsiedlung, Stuttgart (1927)

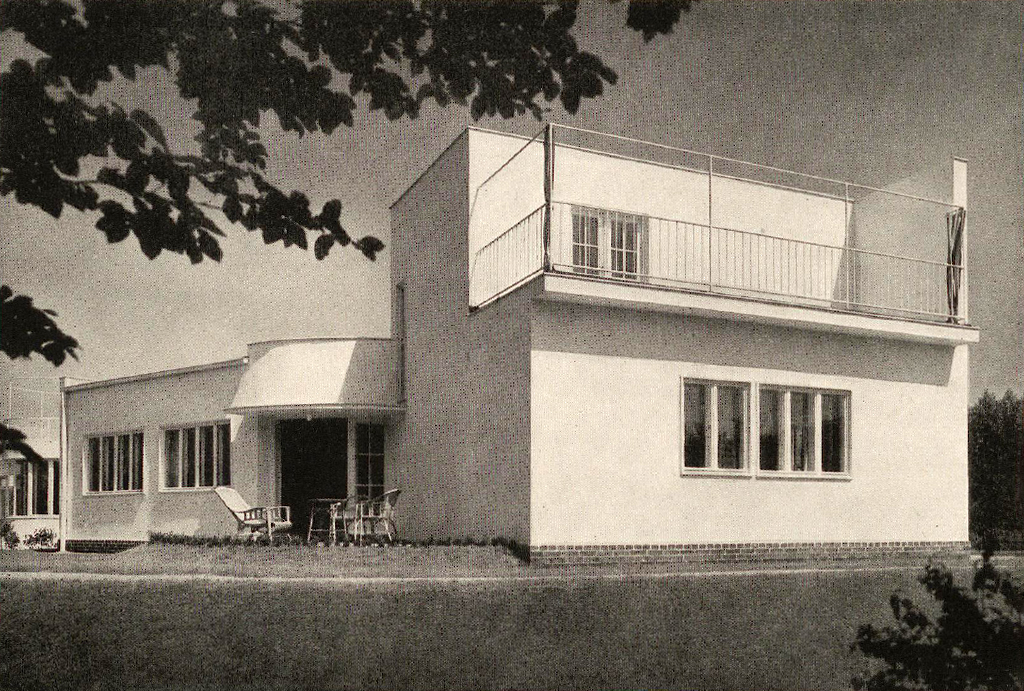
WUWA Breslau (1929)

Las Werkbundsiedlung fueron unas exposiciones de la construcción organizadas por la Deutsche Werkbund —así como sus equivalentes checa, suiza y austríaca— entre los años 1920 y 1930. Por lo general conllevaron la construcción de nuevos barrios o colonias (siedlung) en la periferia de las ciudades donde se organizaba la muestra, donde diversos arquitectos, tanto alemanes como de otros países, edificaban casas unifamiliares diseñadas por ellos, generalmente en estilo racionalista.
Se celebraron las siguientes Werkbundsiedlung:
- 1927 Werkbundsiedlung Stuttgart (Weißenhofsiedlung)
- 1928 Werkbundsiedlung Brno (Nový Dům)
- 1929 Werkbundsiedlung Breslau (WUWA)
- 1929 Werkbundsiedlung Karlsruhe (Dammerstocksiedlung)
- 1932 Werkbundsiedlung Viena
- 1932 Werkbundsiedlung Neubühl (Zürich-Wollishofen)
- 1932/33 Werkbundsiedlung Praga (Baba)